# Егирокасис
Егирокасис (Aegirocassis) е древен род членестоноги от разреда радиодонти и принадлежи на семейство Hurdiidae. Негови вкаменелости са намерени в югоизточноМароко и биват датирани на 480 милиона години. По време на геоложкия период ордовик, това място е било разположено близо до Южния полюс. В рода има само един вид – Aegirocassis benmoulai. 

## Етимология
„Егир“ е наименованието на древния скандинавски бог на морските дълбини Егир, а „касис“ означава каска на латински. Вида Aegirocassis benmoulae е кръстен на откривателя си Мохамед Бен Мула.

## Телесни характеристики
Егирокасис се прехранва чрез филтриране на планктон от водата, по подобие на китовете и някои видове акули. Това го постига чрез видоизменените си израстъци в предната част на главата, също така притежавани от други видове в разреда. Въпросните предни израстъци са покрити със заострени ендити, които са помагали на животното да филтрира планктона от водата – служейки по подобен начин като балените при беззъбите китове. Точно заради този начин на хранене, Егирокасис достига до 2 метра на дължина, тъй като знаем, че има пряка връзка между размера и хранене чрез филтриране на планктон от водата.
Егирокасис има тристранен заострен карапакс на главата си. Животното е разделено на 11 сегмента, всеки от които притежава по два плавника от двете страни. Хрилете на животното са разположени до основата на горните плавници. Долните плавници са използвани за придвижване във водата, докато горните са били използвани с цел стабилизиране.